# Рибинскайте, Реда
Реда Рибинскайте (Станявичене; лит. Reda Ribinskaitė; род. 8 июня 1966, Būriškiai, Мариямпольское самоуправление) — советская и литовская гребчиха. Мастер спорта СССР международного класса (1987).
Окончила среднюю школу в Бирштонасе в 1984 году. Начала заниматься академической греблей в 1982 году. Первый тренер — Вольдемарас Маслаускас. В дальнейшем занималась под руководством таких тренеров как Пятрас Зинкявичюс (1984—1987), Адомас Баублис (1989—1991) и Йонас Чижаускас (1991—1993).
Восемь раз становилась чемпионкой Литвы. В составе четвёрке с рулевым в 1987 году, в четвёрке без рулевого в 1990, 1991, 1992, 1993 годах и в восьмёрке в 1989, 1992, 1993 годах. Чемпионка СССР 1987 года.
Участница молодёжного чемпионата мира 1986 года в Чехословакии (10 место). На чемпионате мира 1987 года в Дании заняла 4 место в четвёрке. Выступала на Олимпийских игр 1988 года в Сеуле в составе четвёрке с рулевым (9 место). В последний раз на международном уровне выступила на чемпионате мира 1993 года в Чехии.
С 1986 по 1990 год — инструктор комитета физической культуры и спорта, а с 1990 по 1994 — инструктор Литовского центра олимпийской подготовки. В дальнейшем работала менеджером кафе «Автокомфорт» (1994—1998), директором компании «Релетитус» (2003—2008) и заместителем директора компании «Маритранса» (2008—2009). С 2009 года является руководителем компании «Пажангиайские технологии».